# Малая Крутишка
Малая Крутишка — деревня в Сузунском районе Новосибирской области России. Входит в состав Шайдуровского сельсовета.

## География
Площадь деревни — 84 гектара.

## Население
| 2002 | 2007 | 2010 |
| ---- | ---- | ---- |
| 278  | ↗279 | ↘259 |

## Инфраструктура
В деревне по данным на 2007 год функционирует 1 учреждение здравоохранения.